# Siphamia
Siphamia – rodzaj ryb z rodziny apogonowatych.

## Klasyfikacja
Gatunki zaliczane do tego rodzaju:
| - Siphamia arabica - Siphamia argentea - Siphamia brevilux - Siphamia cephalotes - Siphamia corallicola - Siphamia cuneiceps - Siphamia cyanophthalma - Siphamia elongata - Siphamia fistulosa - Siphamia fraseri - Siphamia goreni - Siphamia fuscolineata | - Siphamia guttulata - Siphamia jebbi - Siphamia majimai - Siphamia mossambica - Siphamia randalli - Siphamia roseigaster - Siphamia senoui - Siphamia spinicola - Siphamia stenotes - Siphamia tubifer - Siphamia tubulata |